# Julian Ozimek
Julian Ozimek (ur. 16 marca 1948 w Cewkowie) – polski samorządowiec, urzędnik i działacz partyjny, w latach 1998–2000 starosta niżański, w latach 2004–2006 wicemarszałek województwa podkarpackiego, w latach 2006–2018 burmistrz Niska.

## Życiorys
Syn Wawrzyńca i Anny. Absolwent Wydziału Ekonomicznego Uniwersytetu Marii Curie-Skłodowskiej, a także Międzywojewódzkiej Szkoły Partyjnej. Od 1971 należał do Polskiej Zjednoczonej Partii Robotniczej. Był kolejno wiceprzewodniczącym Miejsko-Gminnego Frontu Jedności Narodu w Nisku, sekretarzem KM-G PZPR w Nisku, I sekretarzem KG PZPR w Jeżowem (1981–1982) i KM-G PZPR w Nisku (1982–1989), a także członkiem plenum KW w Tarnobrzegu (1981–1983). W latach 1989–1994 był prezesem Spółdzielni Mieszkaniowej w Nisku, następnie do 1997 kierował Miejskim Zakładem Komunalnym. Był inicjatorem m.in. powstania Osiedla 1000-lecia w Nisku i budowy Hali Sportowej przy Regionalnym Centrum Edukacji Zawodowej.
W III RP zaangażował się w działalność polityczną w ramach Sojuszu Lewicy Demokratycznej. Z jego listy w 1998 i 2002 zdobywał mandat w radzie powiatu niżańskiego. Sprawował też funkcję jego starosty od 1998 do 2000. 11 maja 2004 został powołany na stanowisko wicemarszałka województwa podkarpackiego. Zakończył pełnienie funkcji 25 listopada 2006 w związku z upływem kadencji zarządu.
W 2006, 2010 i 2014 był wybierany na burmistrza Niska (dwukrotnie w drugiej turze, a w 2010 – w pierwszej). W 2018 nie ubiegał się o reelekcję, kandydował natomiast bez powodzenia do sejmiku podkarpackiego (startował tam także w 2006, 2010 i 2014). Ubiegał się też o mandat w wyborach do Sejmu w 2001, 2005, 2007, 2011 i 2019.
W 2003 został uhonorowany odznaką „Za zasługi dla Gminy i Miasta Nisko”. W 2017 otrzymał Złoty Medal Akademii Polskiego Sukcesu.